# Baras (Rizal)
Baras ist eine philippinische Stadtgemeinde in der Provinz Rizal, in der Verwaltungsregion IV, Calabarzon. Sie hat 69.300 Einwohner (Zensus 1. August 2015), die in 10 Barangays lebten. Sie wird als Gemeinde der vierten Einkommensklasse auf den Philippinen und als teilweise urbanisiert eingestuft. 
Baras liegt am nördlichen Ufer des größten Binnensees der Philippinen, des Laguna de Bay. Ihre Nachbargemeinden sind Morong im Westen und Tanay im Norden und Osten. Die Topographie der Gemeinde ist gekennzeichnet durch die südlichen Ausläufer der Zentralen Luzon-Ebene.  
Teile des Marikina Watershed Forest Reserve liegen auf dem Gebiet der Gemeinde.  

## Baranggays
- Evangelista
- Rizal (Pob)
- San Jose
- San Salvador
- Santiago
- Concepcion
- San Juan
- San Miguel
- Mabini
- Pinugay

## Weblink
- Informationen der Philippine Statistics Authority über Baras